# Secteur de la pomme de terre en France

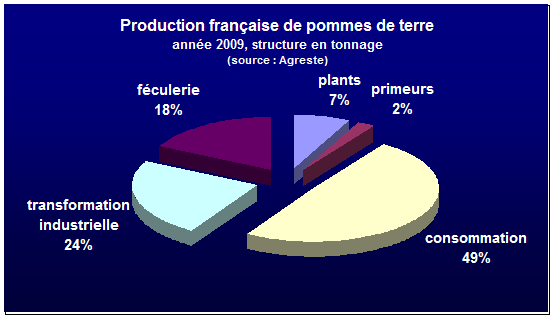
Production par grande catégories de produits (2009)

En France, le secteur de la pomme de terre occupait en 2009 une superficie de 164 000 hectares pour une production de 7,2 millions de tonnes, plaçant le pays au dixième rang mondial des pays producteurs de pomme de terre. Le rendement moyen se situait à 43,8 tonnes par hectare. Cette culture occupe une place modeste en superficie, environ 0,9 % de la surface arable (France entière, y compris DOM), contre 51,5 % pour les céréales et 2 % pour la betterave industrielle. C'est une activité qui concerne environ 25 000 agriculteurs.
La production française de pommes de terre a beaucoup régressé depuis 1960, année où elle a connu son maximum historique, avec 14 millions de tonnes. Dans le même temps, le rendement moyen a presque triplé. 
Cette évolution de la production reflète celle de la consommation qui a baissé parallèlement, notamment du fait de la mauvaise image nutritionnelle de ce tubercule. La consommation, estimée en 2007 à 65 kg par habitant et par an, a aussi évolué, les pommes de terre fraîches ne représentant plus que les deux-tiers de la consommation moyenne, le reste étant utilisé en produits transformés, en particulier les frites surgelées dont la consommation s'est développée en grande partie avec l'expansion des chaînes de restauration rapide.
Dans l'Union européenne la France, avec 11 % du total communautaire, est le quatrième pays producteur de pommes de terre derrière l'Allemagne (10,7 Mt) et la Pologne (10,5 Mt), sensiblement au même niveau que les Pays-Bas, et devant le Royaume-Uni. Elle est aussi le troisième exportateur européen, derrière les Pays-Bas et l'Allemagne, avec 3 Mt, constituées aux trois quarts de pommes de terre fraîches exportées principalement vers l'Espagne, l'Italie, le Portugal et la Belgique. Les importations s'élèvent à 1,6 Mt, constituées pour les trois quarts de produits transformés.
Les principales régions productrices se situent dans la moitié nord du pays : le Nord-Pas-de-Calais (38 % du total français), la Picardie (23 %), la Champagne-Ardenne et la Haute-Normandie. C'est dans ces régions que se trouvent la plupart des usines de transformations et les féculeries. 

## Histoire
La pomme de terre, découverte pour la première fois chez les Incas, dans l'actuel Pérou, par les conquistadors espagnols vers 1537 est probablement arrivée en France vers la fin du XVIe siècle. La première mention attestant sa culture en France est due à l'agronome Olivier de Serres dans son Théâtre d’Agriculture et mesnage des champs qui en décrit la culture et la donne comme provenant de Suisse :

« Cet arbuste, dit Cartoufle, porte fruict de mesme nom, semblable à truffes, & par d'aucuns ainsi appellé. Il est venu de Suisse en Dauphiné depuis peu de temps en çà. »

.
Le naturaliste suisse Gaspard Bauhin, dans son Pinax theatri botanici publié en 1623, indique que la pomme de terre est cultivée en Bourgogne.
Tandis qu'elle s'était répandue en Irlande, dans les Flandres et en Allemagne, la pomme de terre ne fut utilisée pendant plus de deux siècles, dans une grande partie de la France, que pour l'alimentation du bétail.
En 1757, la pomme de terre est cultivée en Bretagne qui connaissait une disette, d'abord dans la région de Rennes par Louis-René Caradeuc de La Chalotais, bientôt suivi dans le Léon par monseigneur de la Marche, surnommé « l'Évêque des patates » (eskob ar patatez). Jean-François Mustel, agronome rouennais (auteur d’un Mémoire sur les pommes de terre et sur le pain économique), encourage sa culture en Normandie : en 1766 on cultive la pomme de terre à Alençon, à Lisieux et dans la baie du mont Saint-Michel .
En 1768, un certain Dottin, maître de poste à Villers-Bretonneux, adresse à M. Dupleix, intendant de Picardie, un mémoire de huit pages sur la culture et l'usage de la pomme de terre, document conservé par les Archives départementales de la Somme. Ces essais sont probablement un des facteurs qui ont incité Parmentier à lancer sa campagne en faveur des pommes de terre.  

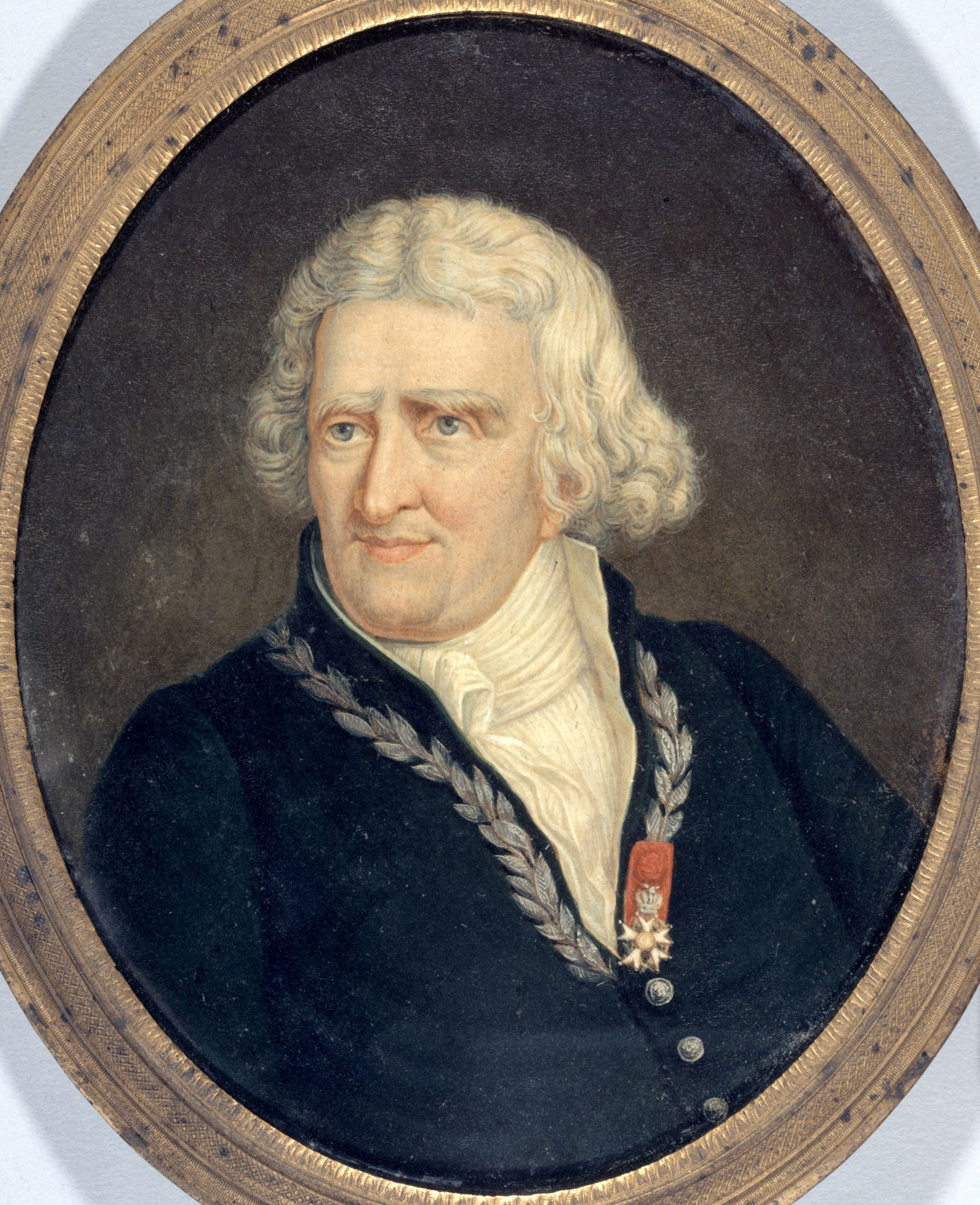
Portrait de Parmentier.

C'est surtout Antoine Parmentier qui, revenant de captivité en Prusse, fit la promotion de la pomme de terre pour l'alimentation humaine et réussit à développer son usage dans toutes les couches de la société française. Fait prisonnier par les Prussiens pendant la guerre de Sept Ans (1756-1763), il avait découvert à cette occasion la pomme de terre, principale nourriture fournie aux prisonniers. À la suite d'une terrible disette survenue en 1769, l'académie de Besançon lance en 1771 un concours sur le thème suivant : « Indiquez les végétaux qui pourraient suppléer en cas de disette à ceux que l'on emploie communément à la nourriture des hommes, et quelle en devrait être la préparation. » Parmentier remporte le premier prix, devant d'autres concurrents qui avaient eux aussi rédigé un mémoire sur la pomme de terre, preuve que l'usage de ce tubercule était vraiment à l'ordre du jour.
Plus d'un siècle avant Parmentier, grâce à Jean Bauhin (1541-1612), frère de Gaspard Bauhin et directeur des « Grands-Jardin » de Montbéliard, la patate était consommée pour pallier la famine qui sévissait dans le Comté de Montbéliard indépendant et devenu français en 1793. Cette année même, « les pommes de terre furent tellement considérées comme indispensables, qu'un arrêté de la Commune en date du 21 ventôse ordonna de faire le recensement des jardins de luxe afin de les consacrer à la culture de ce légume ; en conséquence la grande allée du jardin des Tuileries et les carrés de fleurs furent cultivés en pommes de terre ; ce qui leur fit donner pendant longtemps le surnom d'oranges royales en mémoire de la restauration qui en avait fait apprécier l'utilité. » .
Par la suite, Parmentier réussit à obtenir l'appui des autorités pour inciter la population à manger des pommes de terre. Il fait notamment usage d'un stratagème resté célèbre : il fait monter une garde (légère) autour d'un champ de pommes de terre, donnant ainsi l'impression aux riverains qu'il s'agit d'une culture rare et chère, destinée au seul usage des nobles. Certains volent des tubercules, les cuisinent et les apprécient. Le roi Louis XVI le félicite en ces termes : « La France vous remerciera un jour d'avoir inventé le pain des pauvres ». Leur emploi dans la cuisine populaire se développe alors très rapidement.
À la fin du XVIIIe siècle, 45 km² étaient consacrés en France à la culture de la pomme de terre. Un siècle plus tard, en 1892, cette surface était passée à 14 500 km2. Peu avant la Révolution, l'agronome Jean Chanorier développe cette culture sur ses terres de Croissy-sur-Seine.
En France, le 25 nivôse an II (13 janvier 1794), la Convention, confrontée à l'insuffisance des réquisitions de blé et aux émeutes, adopte la loi relative à la culture de la pomme de terre qui demande la généralisation de cette culture dans le pays. L'article premier de cette loi dispose que :

« Les autorités constituées sont tenues d'employer tous les moyens qui sont en leur pouvoir dans les communes où la culture de la pomme de terre ne serait pas encore établie, pour engager tous les cultivateurs qui les composent à planter, chacun selon ses facultés, une portion de leur terrain en pommes de terre. »

## Évolution et structure de la production

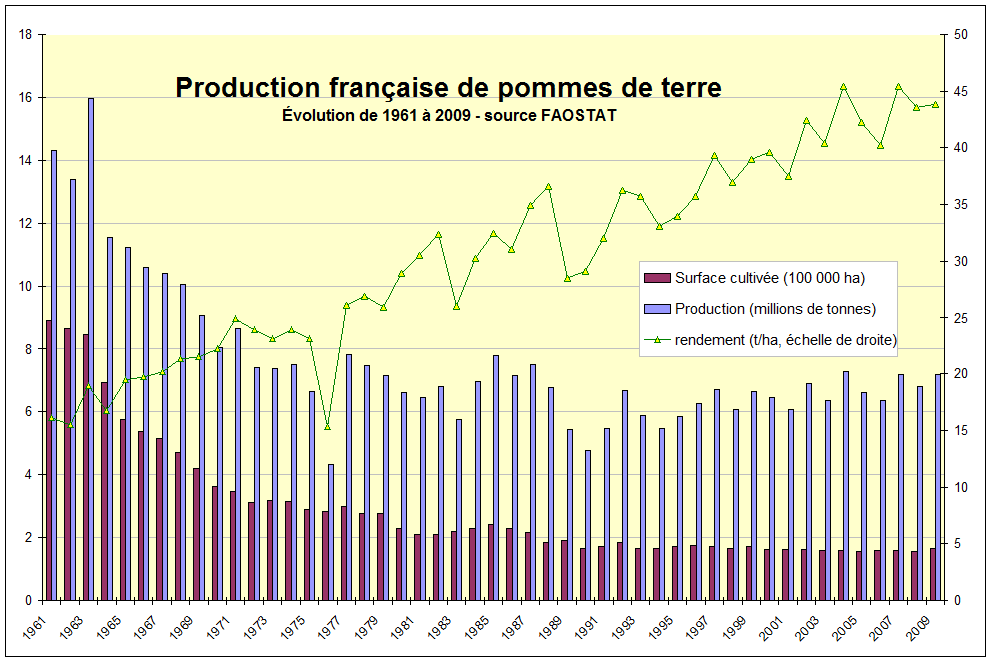
Évolution de la production française de pommes de terre de 1961 à 2009.

La production française de pommes de terre a sensiblement diminué au cours des dernières décennies. Selon les statistiques publiées par la FAO, elle est passée de 14,3 millions de tonnes en 1961 à 7,16 Mt en 2009, diminuant pratiquement de moitié. En fait, après avoir connu son minimum historique à 4,33 Mt en 1976 (année de forte sècheresse en été au cours de laquelle le rendement moyen fut égal à 15,3 t/ha, revenant à son niveau de 1962), puis à 4,75 Mt en 1990 (deux années de sécheresse en 1990 et 1991 ont fait chuter le rendement moyen), elle s'est légèrement redressée et stabilisée depuis le début des années 1990. Dans le même temps la surface emblavée était divisée d'un facteur égal à 5,4, passant de 890 000 à 164 000 hectares, tandis que le rendement moyen était multiplié par 2,7, passant de 16,1 à 43,8 tonnes par hectare.
Cette forte augmentation du rendement est liée à de multiples facteurs : nouvelles variétés plus productives, plants de meilleure qualité (élimination des virus qui affaiblissaient considérablement la production), meilleure maîtrise des techniques agronomiques (préparation du sol, désherbage chimique, développement de l'irrigation, etc.), réduction des pertes à la conservation (réfrigération, traitements anti-germinatifs..). Elle s'explique aussi en partie par la concentration de la production dans les régions les plus fertiles et les plus favorables à cette culture (Nord, Picardie, Champagne).

### Répartition géographique de la production

Répartition géographique de la production totale de pommes de terre en 2009.

La production française de pommes de terre est fortement concentrée dans la partie nord du pays (Nord et bassin parisien) où se trouve aussi l'essentiel de l'industrie de transformation. Les trois premiers départements producteurs sont en 2009 la Somme (1,5 Mt), le Nord (1,2 Mt) et le Pas-de-Calais (0,95 Mt), soit 51 % du total national.
La production de plants est localisée principalement dans les régions littorales, en Bretagne (Finistère) et dans le Pas-de-Calais, tandis que celle des primeurs se répartit sur le littoral, du Pas-de-Calais aux Landes en passant par le Finistère et la Charente-Maritime, dans le Centre, ainsi que dans les régions méridionales (Pyrénées-Orientales).
.

## Variétés et indication géographique

### Variétés

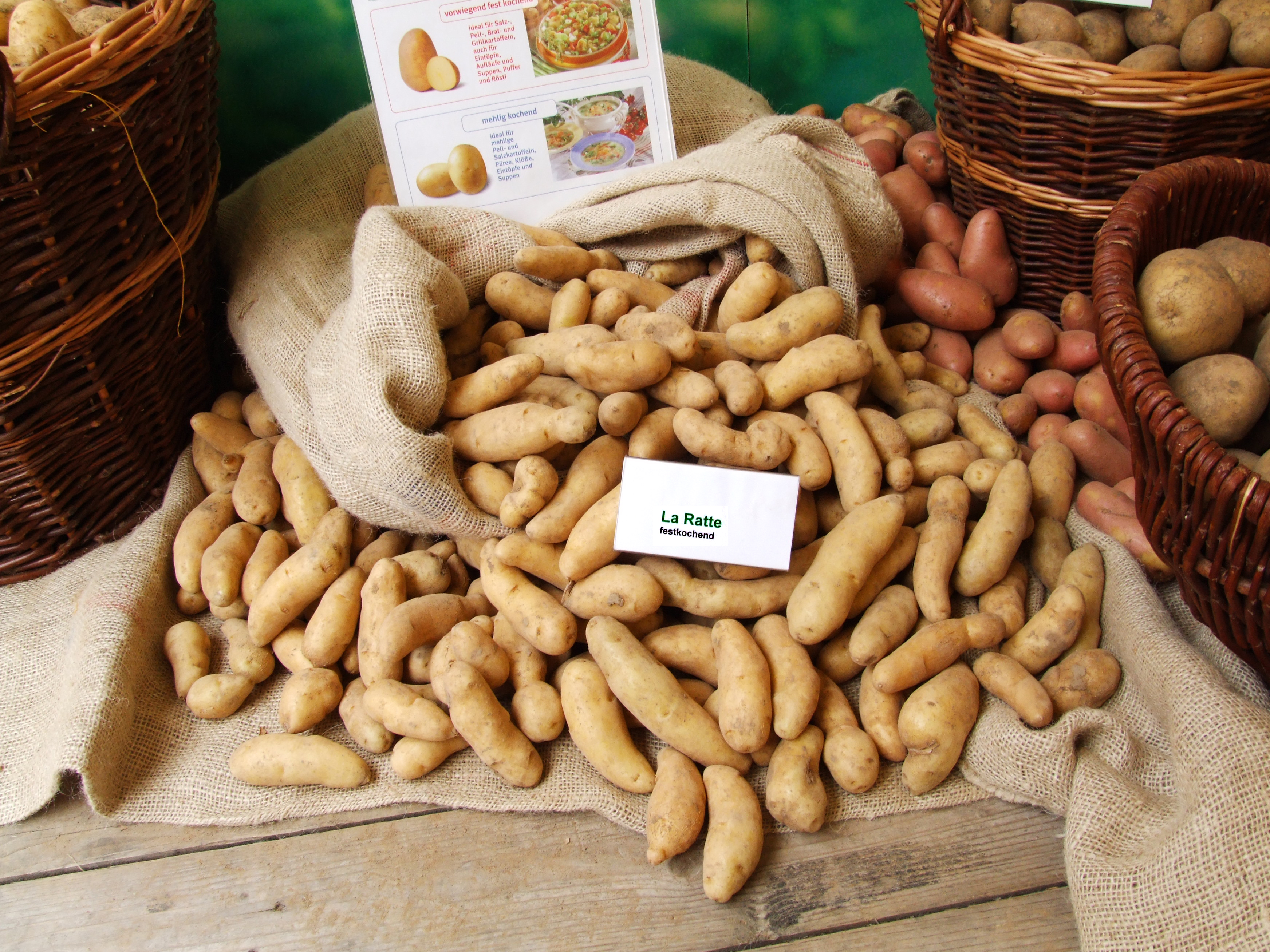
Tubercules de Ratte.

De nombreuses variétés de pomme de terre sont cultivées en France. Environ 200 variétés (alors qu'on en compte plusieurs milliers au niveau mondial) sont inscrites au catalogue officiel des espèces et variétés de plantes cultivées en France, mais d'autres variétés appartenant au catalogue communautaire sont également cultivées, ainsi que quelques variétés traditionnelles.
Le catalogue officiel français est  géré par le comité technique permanent de la sélection (CTPS) et répertorie les variétés ayant satisfait aux tests DHS (Distinction, Homogénéité, Stabilité) et VATE (Valeur Agronomique Technologique et Environnementale), préalables à l'autorisation de commercialisation, et ce pour les listes A et B.
Les principales variétés multipliées pour la production de plants certifiés étaient, en 2009, les suivantes : Spunta, Bintje, Charlotte, Agata, Kaptah Vandel, Monalisa, Amyla, Atlas, Kardal, Caesar, Amandine et Safrane.
Parmi les variétés traditionnelles, certaines sont revenues au goût du jour depuis quelques années comme la 'Ratte', la 'Bonnotte de Noirmoutier' ou la 'Vitelotte'. Depuis l'arrêté du 18 juin 2012, six variétés anciennes : 'Bleue d'Auvergne', 'Bonnotte de Noirmoutier',  'Early Rose', 'Fleur de pêcher', 'Rouge de Flandre' et 'Vitelotte noire', ainsi que 'Catarina' créée en 1966, ont été inscrites  au Catalogue officiel comme « variétés de conservation » (liste C) pour une durée de dix ans. Leur maintien est assurée par la fédération nationale des producteurs de plants de pommes de terre (FNPPPT).

### Indications d'origine
Plusieurs productions locales de pommes de terre en France sont distinguées par des  indications géographiques qui relèvent selon le cas des labels de qualité (AOC/AOP, IGP, label rouge) soit de marques commerciales.
Les appellations, recensées par l'INAO, sont les suivantes :
- Pomme de terre de l'île de Ré (AOC/AOP, 2000)
- Béa du Roussillon (AOC/AOP, 2006)
- Pommes de terre de Merville (IGP, 1996)
- Pomme de terre à chair ferme Belle de Fontenay (label rouge, 1999)
- Pomme de terre Manon spéciale frites (label rouge, 2009)
- Pommes de terre à chair ferme Pompadour (label rouge, 2001)
- Plants de pomme de terre Label rouge (label rouge, 1999)

## Industrie de la pomme de terre
L'industrie de la pomme de terre comprend deux sous-secteurs : l'extraction de la fécule et d'autres sous-produits d'une part ; la production de produits alimentaires transformés sous forme déshydratée, surgelée ou appertisée d'autre part.

### Fécule
La féculerie a fortement régressé en France depuis les années 1950 et s'est concentrée. On ne compte plus que deux usines situées à Vecquemont dans la Somme et à Haussimont dans la Marne contre 59 en 1952. La première appartient au groupe Roquette, spécialiste de l'extraction de l'amidon qui traite aussi d'autres sources comme le maïs, le blé et le pois protéagineux, la seconde a été cédée par le groupe néerlandais Avebe, qui souhaitait en arrêter l'exploitation, à la société Sphère, associée à un groupement de producteurs, qui mise sur la production de matière plastique biodégradable.
La production de fécule est réglementée au niveau européen dans le cadre de l'organisation commune du marché de la fécule qui a fixé des quotas de production par pays. La France dispose d'un quota de 265 354 tonnes de fécule, soit 13,6 % du total communautaire. Ce contingent est réparti par les autorités françaises de la manière suivante entre les deux féculeries : 63 258,85 tonnes pour l'usine de Haussimont et  202 095,15 tonnes pour celle de Vecquemont.
La production effective est estimée à 252 000 tonnes pour la campagne 2009/2010, pour un volume de pommes de terre livrées de 1,037 million de tonnes.

### Produits transformés
L'industrie de transformation de la pomme de terre est localisée essentiellement dans les régions Nord-Pas-de-Calais, Picardie et Champagne-Ardenne. Lors de la campagne 2008/2009, elle a traité 1,07 million de tonnes de pommes de terre. et produit 533 174 tonnes de produits finis, dont 420 452 tonnes (79 %) de produits surgelés. Elle est exploitée principalement par des groupes étrangers, tels Farm Frites (Pays-Bas), Intersnack (Allemagne) et surtout McCain Foods (Canada) qui produit les trois quarts des produits transformés de pommes de terre en France.
Cette production est insuffisante pour satisfaire la demande intérieure et la France importe plus de 600 000 tonnes de produits transformés, des surgelés pour les trois quarts, principalement de Belgique et des Pays-Bas.
Principales entreprises impliquées dans la transformation de la pomme de terre en France :
- McCain Foods, frites et autre garnitures surgelées, flocons et purée déshydratée, trois usines situées à Béthune et Harnes (Pas-de-Calais), et à Matougues (Marne). Harnes est la première implantation du groupe canadien en France et le siège de la filiale française. Béthune, ancienne usine beaumarais, rachetée en 1986, produit aussi des produits déshydratés. Matougues, mise en service en 2001, est la plus grosse unité de production de frites surgelées au monde, capable d'en produire 25 tonnes à l'heure[28],[29].
- Farm Frites, frites surgelées, groupe néerlandais implanté à Montigny-le-Roi (Haute-Marne) depuis le rachat au groupe Unilever de l'usine Lesudeba en 1996.
- Intersnack France, chips (marque Vico), usine à Vic-sur-Aisne (Aisne), reprise en 1998.
- Nestlé, (marque Mousline), usine à Rosières-en-Santerre (Somme).
- Altho, chips (marque Brets), usine à Saint-Gérand (Morbihan).
- Sibell, chips, La Ciotat (Bouches-du-Rhône).
- Lunor, pommes de terre et autres légumes cuits sous vide (5e gamme), groupe coopératif, trois usines à Luneray (Seine-Maritime), Plancy-l'Abbaye  (Aube).
- Ghisetti 1870 France, pommes de terre et autres légumes cuits sous vide (5e gamme), groupe italien, usine au Chêne (Aube).
- L'usine de chips Flodor de Péronne (Somme) a été liquidée en 2005 par le groupe italien Unichips qui l'avait acheté en 1990. Ce groupe continue de commercialiser des produits sous la marque « Flodor ».
- La société Terr'Loire à Chécy (Loiret), pommes de terre et autres légumes cuits sous vide (5e gamme), a été reprise en 2009 par le groupe Agralys[30].

## Organisations professionnelles et institutions
Les producteurs de pommes de terre sont regroupés au sein de l'Union nationale des producteurs de pommes de terre (UNPT) née en 2002 du rapprochement des organisations préexistantes : fédération nationale des producteurs de pommes de terre industrielles (FNPTI) et fédération nationale des pommes de terre de consommation (FNPTC).
Dans le secteur de la transformation, toutes les organisations professionnelles de la filière pomme de terre sont réunis dans le Groupement interprofessionnel pour la valorisation de la pomme de terre (GIPT). Celui-ci regroupe les syndicats professionnels des producteurs et des deux branches industrielles (fécule et produits transformés) :
- l'Union nationale des producteurs de pommes de Terre (UNPT),
- la Fédération nationale des transformateurs de pommes de terre (FNTPT),
- la Chambre syndicale professionnelle nationale de la féculerie de pommes de terre (CSF)[32].

Dans le secteur de la pomme de terre de consommation, le Comité national interprofessionnel de la pomme de terre (CNIPT) regroupe les organisations professionnelles des différents groupes d'acteurs concernés, producteurs, coopératives, distributeurs, courtiers et détaillants :  
- l'Union nationale des producteurs de pommes de terre (UNPT),
- la Fédération française de la coopération fruitière légumière et horticole (FELCOOP),
- la Fédération française des syndicats de négociants en pommes de terre et légumes en gros (FEDEPOM)),
- le Syndicat national des courtiers en pommes de terre et fruits et légumes (SNCPT),
- la Fédération du commerce et de la distribution (FCD),
- l'Union nationale des syndicats de détaillants en fruits et légumes (UNFD)[33].

La Fédération nationale des producteurs de plants de pommes de terre (FN3PT) regroupe les acteurs du secteur de la création variétale et de la production de plants certifiés de pomme de terre. Ceux-ci, producteurs et syndicats de producteurs, sont organisés en trois « Établissements producteurs régionaux » (EPR) : Bretagne-Plants, Comité Nord et Grocep (Groupement du Centre des producteurs de plants de pomme de terre).
« France Obtention » est un organisme créé par la FN3PT pour développer des partenariats institutionnels ou professionnels à l'étranger (principalement en Afrique du Nord et au Moyen-Orient) pour promouvoir le plant de pomme de terre français. 
L'Association des créateurs de variétés nouvelles de pomme de terre (ACVNPT) regroupe les quatre obtenteurs français : Bretagne Plants, le Grocep et le Comité Nord, ainsi que Germicopa, semencier privé basé en Bretagne et spécialisé dans les pommes de terre (station de recherche à Châteauneuf-du-Faou, Finistère).

## Évolution de la consommation
La pomme de terre est le légume le plus consommé en France, mais sa consommation est en baisse régulière depuis de nombreuses années. Ainsi la consommation annuelle moyenne s'élevait à 152,7 kg par habitant en 1950, à 95,6 kg en 1970, à 68,5 kg en 2008,, à 50 kg en 2016, dont environ 20 à 25 kg en frais (achats, production des jardins, restauration).
Dans ce total, la part des produits transformés, qui se développent surtout dans la consommation hors foyer (restauration rapide, restaurants d'entreprises), tend à augmenter au détriment des pommes de terre fraîches. Ces chiffres sont légèrement sous-estimés car ils ne prennent pas en compte l'autoconsommation chez les agriculteurs et les particuliers disposant de potagers familiaux, globalement estimée entre 400 000 et 500 000 tonnes par an.
Les analyses réalisées dans la période 1999-2001 dans le cadre du plan de surveillance des résidus de produits phytosanitaires sur la pomme de terre ont montré que 92,3 % des cas (sur 1417 analyses portant sur 340 échantillons) étaient inférieurs aux limites de quantification analytiques (LQ) et 99,3 % aux limites maximales de résidus (LMR).
Les analyses supérieures à la LMR (dix cas soit 0,7 % du total) concernaient les substances actives suivantes : dimétomorphe (1 cas), dithiocarbamates (4), oxadixyl (4) et aclonifen (1). Parmi ces substances, l'oxadixyl est un fongicide retiré du marché fin 2003.
En France, la commercialisation des pommes de terre de primeur et des pommes de terre de conservation destinées à la vente en frais est soumise à l'arrêté du 3 mars 1997 qui impose un certain nombre de règles. Les pommes de terre doivent appartenir à des variétés inscrites au catalogue officiel des variétés français ou au catalogue communautaire commun (à l'exclusion des variétés féculières, considérées comme impropres à la consommation). Doivent être indiquées notamment la nature des pommes de terre (primeur ou pomme de terre nouvelle, consommation et consommation à chair ferme) ainsi que le nom de la variété, ces éléments pouvant justifier des variations de prix importantes. L'arrêté fixe un calibre minimal (17 mm pour la « grenaille », 28 mm pour les primeurs et 35 mm pour les pommes de terre de conservation). Il fixe également deux catégories de qualité, I et II, pour lesquelles il indique les limites de défauts admissibles.

## Gastronomie
Quelques spécialités françaises à base de pommes de terre ou dont les pommes de terre sont l'accompagnement habituel :

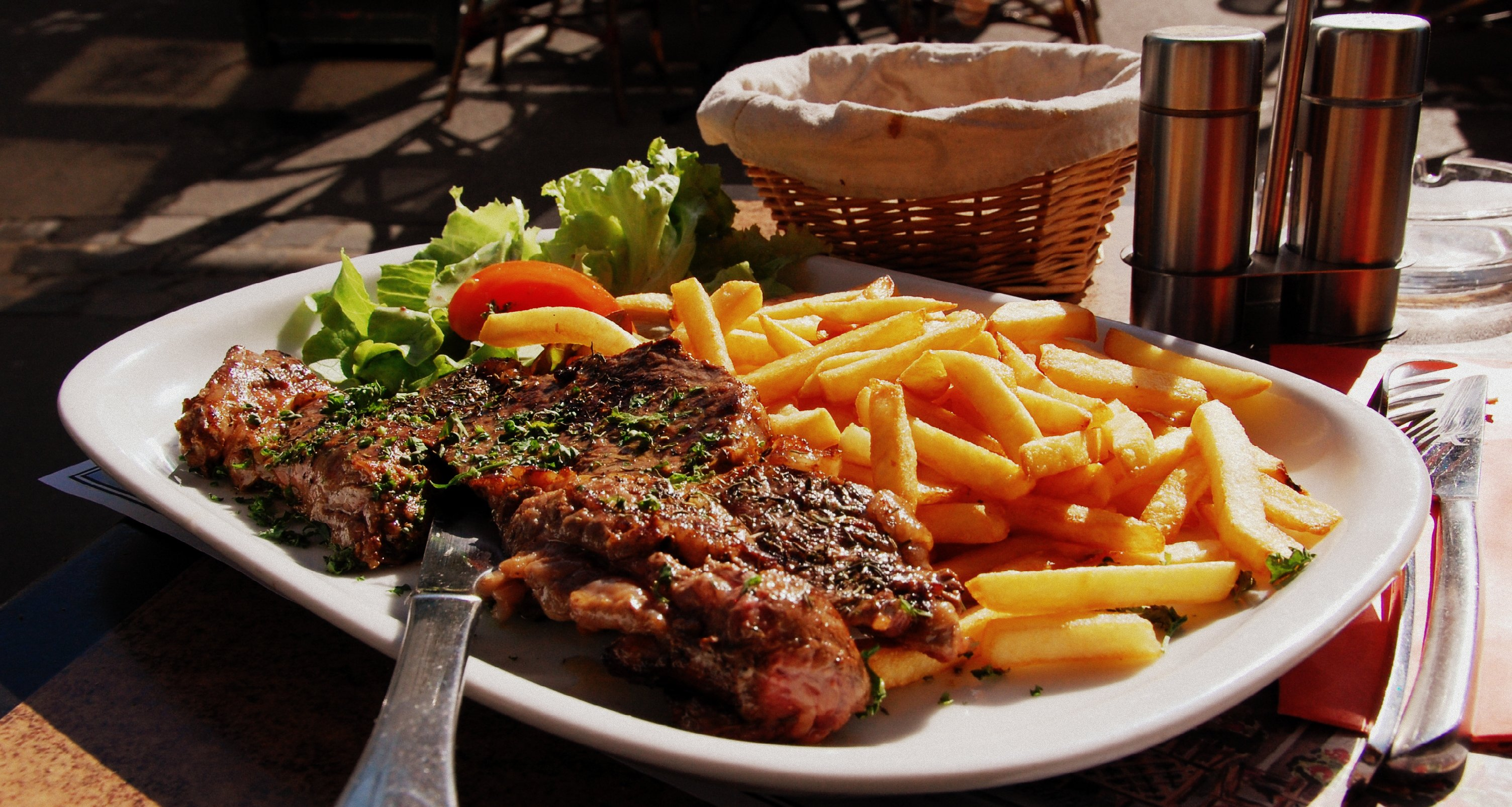
Le steak frites est l'un des symboles de l'identité culinaire française.

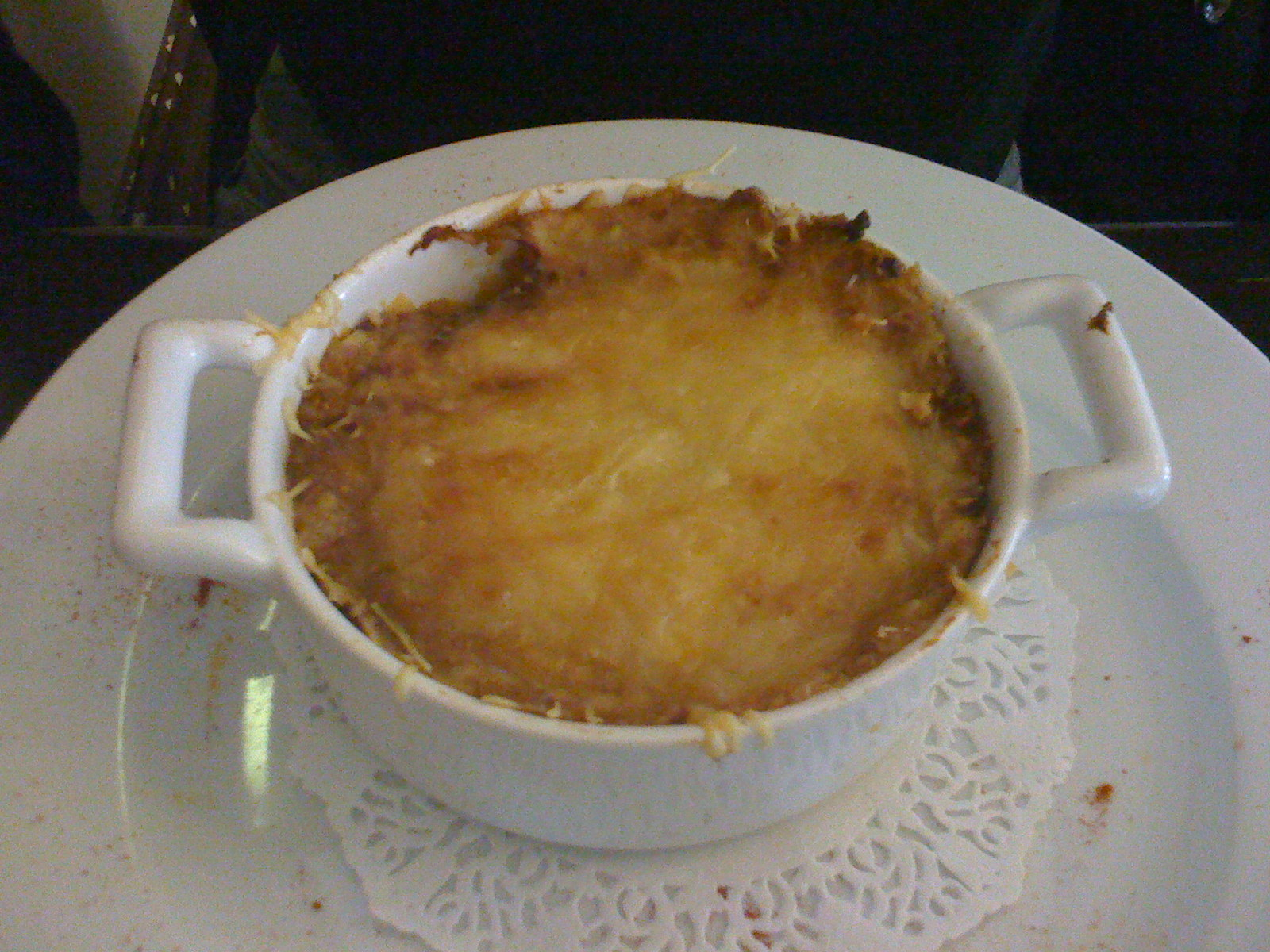
Hachis parmentier

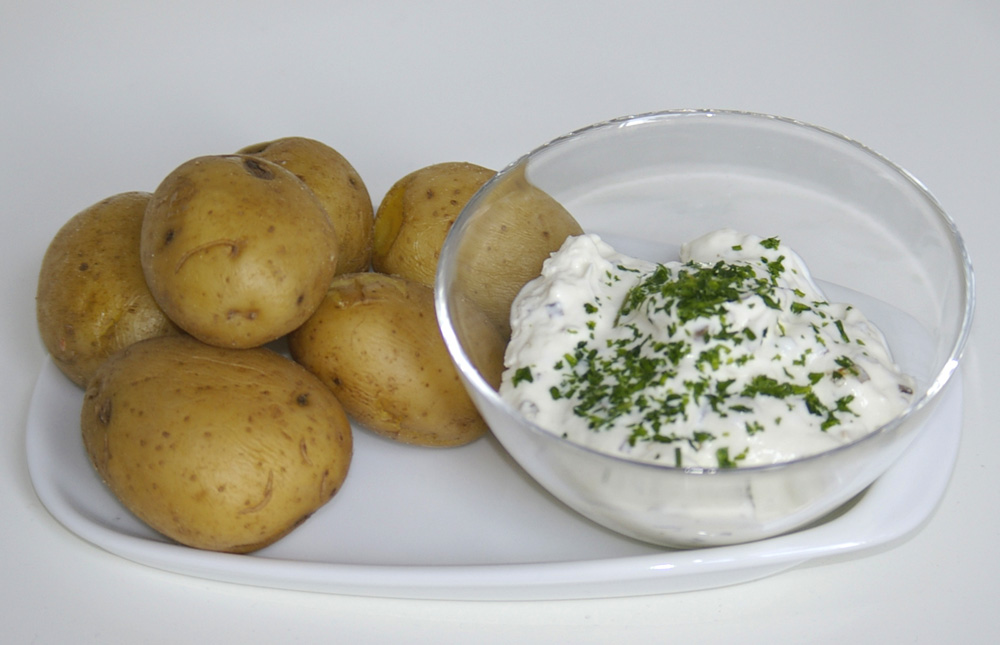
Pommes de terre en robe des champs et fromage blanc.

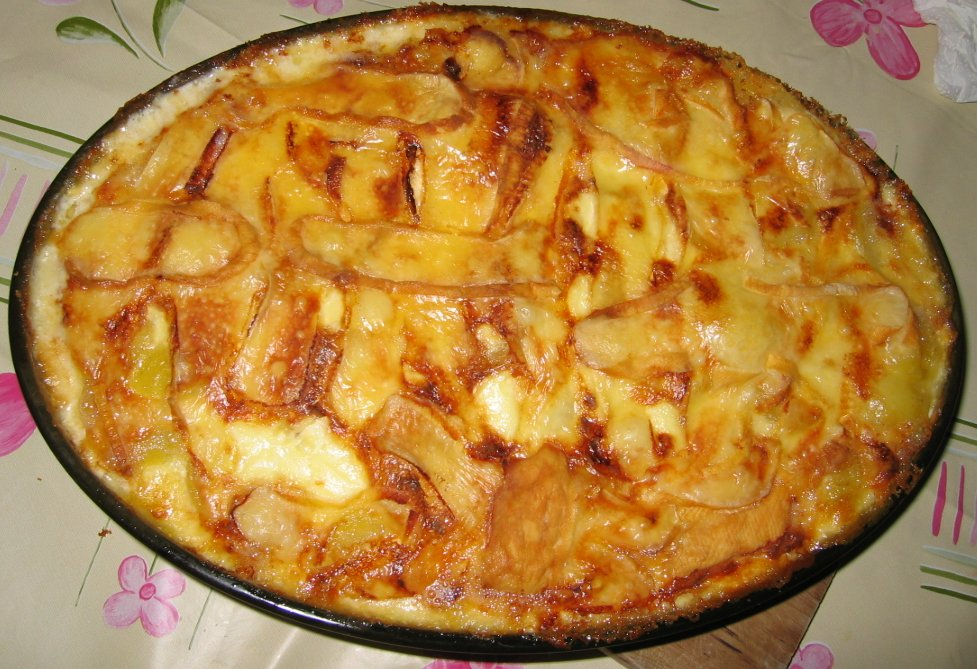
Tartiflette.

- aligot, purée de pomme de terre et tomme fraîche (Aubrac) ;
- baeckeoffe, plat de viandes mijotées avec des pommes de terre et des légumes (Alsace) ;
- beignet de pommes de terre, pommes de terre râpées, friture (Savoie) ;
- crêpes vonnassiennes, petites crêpes de purée de pommes de terre cuites à la poêle (Ain) ;
- crique (cuisine), galette de pommes de terre râpées revenues à la poêle (Ardèche) ;
- farcement, plat traditionnel savoyard à base de pommes de terre râpées, de lard, de pruneaux et raisins secs  (Savoie) ;
- farinade, sorte de crêpe épaisse faite de farine de seigle et de pommes de terre râpées (Auvergne) ;
- farcidure, pain de pomme de terre cuit à l'eau (Corrèze) ;
- frites, pommes de terre coupées en bâtonnets et frites dans l'huile ;
- galette de pommes de terre, pommes de terre râpées façonnées en galettes et cuites au four ou frites ;
- gaufre de pommes de terre, gaufres préparée avec une pâte de pommes de terre râpées (vendues aussi sous forme surgelée) ;
- gratin dauphinois,  gratin de pommes de terre coupées en tranches et crème fraîche (Dauphiné) ;
- gratin savoyard,  variante du gratin dauphinois, avec du fromage (Savoie) ;
- hachis parmentier (Corrèze) ;
- mounassou, gâteau à base de pommes de terre, de crème, de porc et d'échalotes (Corrèze) ;
- œufs « Toupinel », œufs pochés servis dans des pommes au four cuites dans leur peau (Paris) ;
- pain de pommes de terre, pain réalisé en substituant une partie de la farine par de la pomme de terre
- pâté aux pommes de terre ;
- péla, gratin à la pomme de terre et au reblochon (Savoie) ;
- pfloutes, genre de quenelles de semoule de blé et de pomme de terre (Alsace) ;
- pommes dauphine, boulettes frites de purée de pommes de terre et pâte à choux salée ;
- pommes duchesse, préparation à base de purée de pomme de terre et d'œuf
- pommes Anna, gratin de pommes de terre avec beaucoup de beurre ;
- pomme de terre au four, pommes de terre cuites à sec dans un four, avec leur peau ;
- pomme de terre en robe des champs, pommes de terre cuites à l'eau ou au four et servies avec leur peau ;
- pomme de terre rissolée ;
- pommes soufflées, pommes de terre coupées en tranches fines et frites deux fois (France)
- purée de pommes de terre, mélange de pommes de terre cuites, écrasées et mélangées avec du beurre et du lait ;
- salade de pommes de terre ;
- saucisse aux pommes de terre (Kartoffelwurst), saucisse précuite à base de viande et de lard et de pomme de terre (Alsace) ;
- steak frites, steak accompagné de frites ;
- tartiflette, gratin de pommes de terre et de reblochon (Savoie) ;
- tourte berrichonne, tourte aux pommes de terre et oignons avec herbes et crème fraîche, originaire du Berry ;
- truffade, plat traditionnel d'Auvergne à base de pommes de terre et de tomme fraîche de Cantal (Auvergne) ;
- vichyssoise,  soupe épaisse de purée de pomme de terre et de poireaux.